# Quinze de Novembro
Quinze de Novembro es un municipio brasileño del estado de Rio Grande do Sul.
Se encuentra ubicado a una latitud de 28º44'54" Sur y una longitud de 53º05'37" Oeste, estando a una altitud de 355 metros sobre el nivel del mar. Su población estimada para el año 2004 era de 3.660 habitantes.
Ocupa una superficie de 228,38 km².
- Datos: Q194362
- Multimedia: Quinze de Novembro / Q194362